# 首藤正寿
首藤 正寿（すどう まさひさ、1879年（明治12年）11月30日 - 1934年（昭和9年）10月21日）は、日本の銀行家。台湾銀行理事、大分合同銀行頭取、名古屋銀行副頭取、南満洲鉄道理事等を歴任した。

## 来歴・人物
大分県大野郡小富士村に生まれる。父の生男は大分県会議員だった。
旧制大分県立大分中学校（現・大分県立大分上野丘高等学校）を経て、1903年に東京高等商業学校（現・一橋大学）を卒業し、横浜正金銀行に入行した。ボンベイ支店長、上海支店長、大阪支店長、本社副総支配人を経て、1923年台湾銀行の理事に就任した。
井上準之助の要請で1927年から大分銀行が二十三銀行と合併して誕生した郷里の大分合同銀行で初代頭取を務め、出光佐三と面会し、審査部の意向に反し融資拡大を決定するなどした。1930年病気退任。1931年名古屋銀行副頭取兼常務。
同年に南満洲鉄道理事となり、1932年に退任。東三省官銀号監理官や辺業銀行監理官も務め、松崎寿（大阪商科大学教授）らとともに、満洲国の貨幣や金融制度創設に参画し、貨幣法や満洲中央銀行設立の立案をおこなった。1934年に感胃で療養中名古屋市中区宮前町の自宅で死去。享年56（満54歳没）。